# Arvika landsdistrikt
Arvika landsdistrikt är ett distrikt i Arvika kommun och Värmlands län. Distriktet omfattar de yttre delarna av tätorten Arvika samt ett område runt omkring, inklusive bland annat tätorten Jössefors i västra Värmland. 

## Tidigare administrativ tillhörighet
Distriktet inrättades 2016 och utgör en del av det område som före 1971 utgjordes av Arvika stad, delen som före 1922 utgjorde Arvika socken.
Området motsvarar den omfattning Arvika Västra församling (före 1944 benämnd Arvika landsförsamling) hade vid årsskiftet 1999/2000.

## Tätorter och småorter
I Arvika landsdistrikt finns två tätorter och sex småorter.

### Tätorter
- Arvika (del av)
- Jössefors

### Småorter
- Gärdet
- Humlekil
- Högvalta
- Kinna
- Västra Sund
- Ålgården

### Övriga orter
- Bålgård
- Gamla Bruket
- Nedre Rackstad och Holm
- Prästängen